# Cessna 425
Cessna 425 Corsair/Conquest – amerykański lekki dwusilnikowy samolot pasażerski, produkowany przez firmę Cessna. Samolot jest rozwinięciem konstrukcji Cessna 421 wyposażonym w silniki turbośmigłowe zamiast tłokowych. W latach 1980–1986 wyprodukowano 236 egzemplarzy tego samolotu.

## Konstrukcja
Cessna 425 to samolot o metalowej duralowej konstrukcji w układzie dolnopłata z chowanym podwoziem i ciśnieniową kabiną, wyposażony w dwa silniki Pratt & Whitney Canada PT6A-112 umieszczone w gondolach na skrzydłach. Uzyskany 1 lipca 1980 certyfikat typu wydany przez FAA dopuszcza 8 miejsc pasażerskich (w tym 2 w kokpicie), jednak najczęściej spotyka się egzemplarze wyposażone w 6 miejsc (w konfiguracji 2+4).
.